# Mimodorcadion indicum
Mimodorcadion indicum – gatunek chrząszcza z rodziny kózkowatych i podrodziny zgrzypikowych. Jedyny przedstawiciel rodzaju Mimodorcadion.

## Zasięg występowania
Gatunek ten występuje w Indiach.